# Langzhong
Langzhong, tidigare stavat Langchung, är en stad på häradsnivå som lyder under Nanchongs stad på prefekturnivå i Sichuan-provinsen i sydvästra Kina. Den ligger omkring 220 kilometer nordost om provinshuvudstaden Chengdu. 